# Битка на Тари
Битка на Тари вођена је у позну јесен 1150. године, између снага рашког великог жупана Уроша II потпомогнутих помоћним одредима краљевине Мађарске (у којима је било Печенега и Халисија) предвођених великим жупаном Вакхином са једне и византијском војском предвођеном царем Манојлом I Комнином (1143—1180) са друге стране. Окончана је, после жестоке борбе, победом византијских снага. Овом битком је завршен двогодишњи византијско-српски рат, јер је одмах након ње, Урош затражио склапање мира са византијским царем. Према одредбама мировног уговора, Рашка је поново постала вазал Византије, а велики жупан се обавезао да, уз стару обавезу слања помоћних трупа (2.000 за рат у Европи и 300 за рат у Азији) цару, шаље још додатних 200 војника за ратове у Азији.

## Повод за сукоб
Повод српско-византијског сукоба, средином XII века, лежао је у тежњи Срба да постигну потпуну независност од Византијем. Са друге стране мађарско-византијски сукоб је почивао на сукобу интереса две државе, јер је Мађарска настојала да се прошири на Моравску долину, док је Византија желела да поврати власт над Сремом. Поред заједничког противника, Србе и Мађаре су у то доба повезивали родбински односи две владајуће породице Вукановића и Арпада, али и одсуство сукоба интереса.

## Међународна ситуација
На међународном плану, дошло је до новог заоштравања односа између Нормана и Византије, али и стварања ширих савеза око њиховог сукоба. Манојло се повезао са немачким краљем Конрадом III (1138—1152), док је у савез са Норманима касније ушао француски краљ Луј VII (1137—1180).Други крсташки поход 1147. године, у коме су Конрад и Луј узели учешће, везао је руке византијском цару, кроз чије земље су крсташи пролазили и правили штету, а међу њима су се чак јавиле и идеје о нападу на сам Цариград. Овај поход се завршио потпуним неуспехом, а његови главни добитници били су Селџуци (против којих је и био уперен), али и нормански краљ Рожер II (1130—1154). Он је у јесен исте године заузео Крф, а потом Коринт и Тебу. Ово је представљало ударац византијској економији, јер су ова два града били средишта производње свиле (Рожер је византијске мајсторе пребацио на Апенинско полуострво) и најбогатији градови у Грчкој. У наредним годинама, византијско-немачком савезу прикључила се Млетачка република, која је помогла Манојлу да поново заузме Крф 1149. године. Савезу око Рожера II, прикључили су се Мађарска и Рашка. Рођени брат рашког великог жупана Уроша II и веома утицајна личност у тадашњој Мађарској био је Белош. Он је 1142. године постао бан, 1145. године и палатин тј. управник двора, а 1146. године је успешно сузбио немачке нападе на Мађарску.

## Српско-византијске борбе током 1149. године
Манојло се током 1149. године припремао да отпочне инвазију на норманску Сицилију. Током ових припрема, он је добио обавештења о савезима који су у Европи (савез Нормана са Србима и Мађарима) и Азији (савез Јакуба Арслана са иконијским султаном Масудом I (1116—1156)) склопљени против Византије, као и о томе да су Срби из Рашке, иако номинално византијски вазали, отпочели са нападима на друге, „њима суседне земље које су биле под Ромејима (Византинцима)“. Византијски извори не дају прецизније податке о којим земљама је реч, али се сматра да је реч о суседним српским областима, које су, као и Рашка, признавале врховну власт византијског цара. Највероватније се радило о Травунији, Горњој Зети и Захумљу. Византијски цар је одустао од инвазију на Сицилију и покренуо своје снаге ка Рашкој. Он је прво заузео Рас, у коме је оставио војну посаду са својим сродником севастоипертатом Константином Анђелом на челу. Манојло је потом заузео област Никаву са свим утврђењима, вероватно Горњи Ибар, после чега дошао до Галича, на западним обронцима Копаоника, код села Сочанице. Посада Галича је одбила да се преда Манојлу, због чега су Византинци отпочели са опсадом и после три дана су на јуриш заузели утврђење. Током овог времена, Урош II се није упуштао у отворену борбу, али су његове снаге стално нападале византијске одреде. Манојло Комнин је покушао да увуче главнину Урошевих снага у отворену битку и зароби га, али до тога није дошло и он је, на крају, морао да се задовољи спаљивањем Урошевог двора. Византијске снаге су се после тога повукле из Рашке, а српски заробљеници су расељени широм Византије.

## Византијски поход 1150. године
Поход на Рашку, отпочео је крајем лета, окупљањем византијске војске код Ниша. Разлог за релативно касно покретање офанзиве, била је Манојлова жеља да искористи јесење доба односно огољеност дрвећа, које смањивало могућности за евентуалне српске заседе. Истовремено, он је обавештен да је Србима из Мађарске упућена војна помоћ, због чега је део своје војске упутио преко Лонгомира (Лугомира) ка Сави, да би пресрео мађарске помоћне одреде и уништио их пре спајања две војске, док се он са другим делом војске, упутио ка Ибарској долини.
Део војске који је требало да пресретне Мађаре у томе није успео, због чега су се након избијања на Саву окренули и упутили ка Дрини, која је у то доба одвајала Босну од остале Србије. Током даљег напредовања, византијске снаге су имале пар мањих окршаја са Мађарима, који су се повукли ка Стримону и даље ка Тари. Манојло им је у помоћ упутио снаге предвођене протосевастом Јованом Комнином, док се са остатком војске улогорио, негде на путу ка Сочаници. Он је настојао да утврди где се налази Урош II са својим снагама, али у томе није успео. Тек када је сазнао да ће се мађарски помоћни одреди врло брзо спојити са српском војском, Манојло је покренуо војску ка Тари.

## Битка на Тари

### Почетак битке
До велике битке, дошло је крајем јесени, по великом снегу који је отежавао борбу, на реци Тари (мишљења су подељена око тога да ли је реч о Тари у Србији, код Ваљева или о Тари у Црној Гори).
Пошто није успео да спречи спајање две војске, Манојло је покушао да лукавством изненади непријатеље и победи их. Према његовој наредби, предвече је у византијском логору одсвирана труба, као знак да ће војска и сутрадан остати на истом месту, док је истовремено војним заповедницима наредио да припреме своје најбоље војнике.

### Битка
Идућег јутра, део Византинаца је напустио логор, са сакривеним оружјем и њихов циљ је био да обману противника да се ради о мањој групици ненаоружаних људи, који су упућени да пронађу храну за војску, док је иза њих, на одређеној удаљености наступала византијска војска. Међутим, врло брзо су страшно пребледели византијски извиђачи су испрекиданим гласом известили цара да се сусрео са безбројним мноштвом добро наоружаних Далмата (Срба) и да је на другој обали реке веома бројна војска постројена у фаланге и да у њој, поред Срба, има мађарске коњице, Халисија (који су живели у Срему) и Печенега. Он је због тога убрзао главнину својих снага, тако да су се две војске ускоро нашле једна наспрам друге, са реком између њих и мостом, који су држали Срби.
Борба није отпочела одмах, већ су две војске неко време стајале једна наспрам друге, све док у једном тренутку Далмати одступише од моста и пружише Ромејима (Византинцима) могућност да их гађају. Манојло је искористио овај тренутак и започео општи византијски напад.
Освајањем моста, у раној фази борбе, Византинци су стекли значајну стратешку предност, која им је омогућила да своје снаге неометано пребаце на другу обалу реке. Њихов прелазак је довео до распада српско-мађарских редова и њиховог повлачења са бојишта, а битка се претворила у низ мањих окршаја у којима су Византинци покушавали да сустигну и униште противнике. У овим сукобима су заробљени српски прваци Грдеша (кога помињу и други извори) и Вучина, али су се и византијске снаге поделиле у мање, међусобно удаљене, групе, што је омогућило Србима да искористе предност терена и униште неке од њих. Одреде предвођене Гифардом и Михајлом Враном, Срби су опколили користећи се предношћу коју им је давао терен и велики снег, али их је од уништења спасла војска предвођена самим Манојлом, која им је дошла у помоћ.
Цар је, у пратњи својих сродника Јована Дуке и Јована Кантакузина, наставио да прогони непријатеља, са циљем да зароби или самог великог жупана или заповедника мађарских помоћних одреда. Према наводима византијских хроничара, он је после неколико мањих окршаја успео да сустигне мађарског заповедника Вакхина, кога је, према истим изворима, победио у двобоју и заробио. Овиме је битка била окончана, пошто су Манојлу и његови сарадници, али и сам Вакхин указали на то српско-мађарска војска и даље није уништена и да је и даље многобројна. Према мишљењу академика Јованке Калић:„Читав опис Манојловог личног учешћа у борби на Тари изгледа преувеличан, писан са циљем да се o царевој храбрости и ратничким особинама створи што снажнија слика“, и додаје да Кинам у целом свом делу описује царева дела на мегдану по утврђеној шеми.

### Склапање мира
У византијски логор су после битке дошли Урошеви изасланици који су затражили мир од византијског цара. Према његовом захтеву, у логор је касније дошао и сам Урош II. Он је са Манојлом склопио мир по коме се Рашка поново потчинила Византији, а његове вазалне обавезе су се повећале са 300 на 500 војника за византијске ратове у Азији, док је на снази остала стара обавеза о слању контингента од 2.000 војника за ратове по Европи.

## Дешавања после битке
Већ наредне године (1151), Манојло Комнин је покушао да искористи заузетост краља Гезе II борбама међу Русима и нападне краљевину Мађарску, у знак одмазде за помоћ коју је пружена Рашкој претходне године. Византијске снаге су опустошиле Срем и заузеле Земун, након чега су се повукле назад преко Саве. Мађарске снаге предвођене Белошем, нису се упустиле у борбу са Византинцима, већ су покретом ка Браничеву, направиле варку византијској војсци, која се повукла од саме границе код Београда, ка граду, да би га заштитила од мађарског напада, до кога није дошло. Изгледа да су у овом византијском походу учествовали и српски помоћни одреди из Рашке. О овоме сведочи Манојлов савременик Михајло Солунски који наводи да је срећан исход овог похода за њих био несрећан јер деснице своје и то копљима наоружане, дигоше на пријатеље и савезнике. Из његовог говора у част цара Манојла Комнина, може се закључити да Урош није послао цару помоћне одреде када је то од њега 1151. године затражено, већ је то учинио тек када се византијска војска уместо према Мађарској, упутила према Рашкој.

## Последице битке
Византијска победа (постоји мишљење да је битка завршена без победника) на Тари није имала дугорочних последица. Иако је Урош II после битке затражио мир и поново постао Манојлов вазал, снага тог мировног уговора се показала већ идуће године, када је Манојло кренуо у поход против Мађара. Историчари сматрају да рашки велики жупан није послао Манојлу помоћне одреде на окупљање византијске војске, већ је то учинио тек када се византијска војска уместо ка Мађарској, покренула ка Рашкој.
Однос рашких великих жупана према својим вазалним обавезама пре почетка рата 1149. године, Никита Хонијат је описао речима:„Јер ови (Срби) су, догод самодржац беше спокојан на власти, правили добронамерно лице и били врло слаткоречиви поред сасвим супротних осећања у дубини душе“. Тај однос се није променио ни после тога, јер су рашки велики жупани наставили да уз помоћ, превасходно Мађара, али и других противника Византије, покушавају да стекну независност. Та борба свој врхунац достиже током последње трећине XII века, за владавине Стефана Немање ((1166)1168—1196).

### Примарни извор
- Јован Кинам, „Кратка историја“

### Научни радови
- Острогорски, Георгије (1993). Историја Византије (II фототипско издање оригинала 1959). Београд.
- Византијски извори за историју народа Југославије IV (фототипско издање оригинала из 1971). Београд: Византолошки институт САНУ. 2007. ISBN 978-86-83883-10-3.
- Група аутора (1981). Историја српског народа . Београд.
- Веселиновић, Андрија; Љушић, Радош (2001). Српске династије. Нови Сад: Плантонеум. ISBN 86-83639-01-0.
- Живковић, Тибор (2006). Портрети српских владара (IX-XII век). Београд: Завод за уџбенике и наставна средства.